# Flugten fra Sobibor
Flugten fra Sobibor (russisk: Собибор) er en russisk spillefilm fra 2018 af Konstantin Khabenskij.

## Medvirkende
- Aleksandr Ilin — Andrej
- Konstantin Khabenskij – Aleksandr 'Sasja' Pecherskij
- Christopher Lambert – Karl Frenzel
- Michalina Olszańska – Hanna
- Wolfgang Cerny – Gustav Wagner